# Attivismo culturale

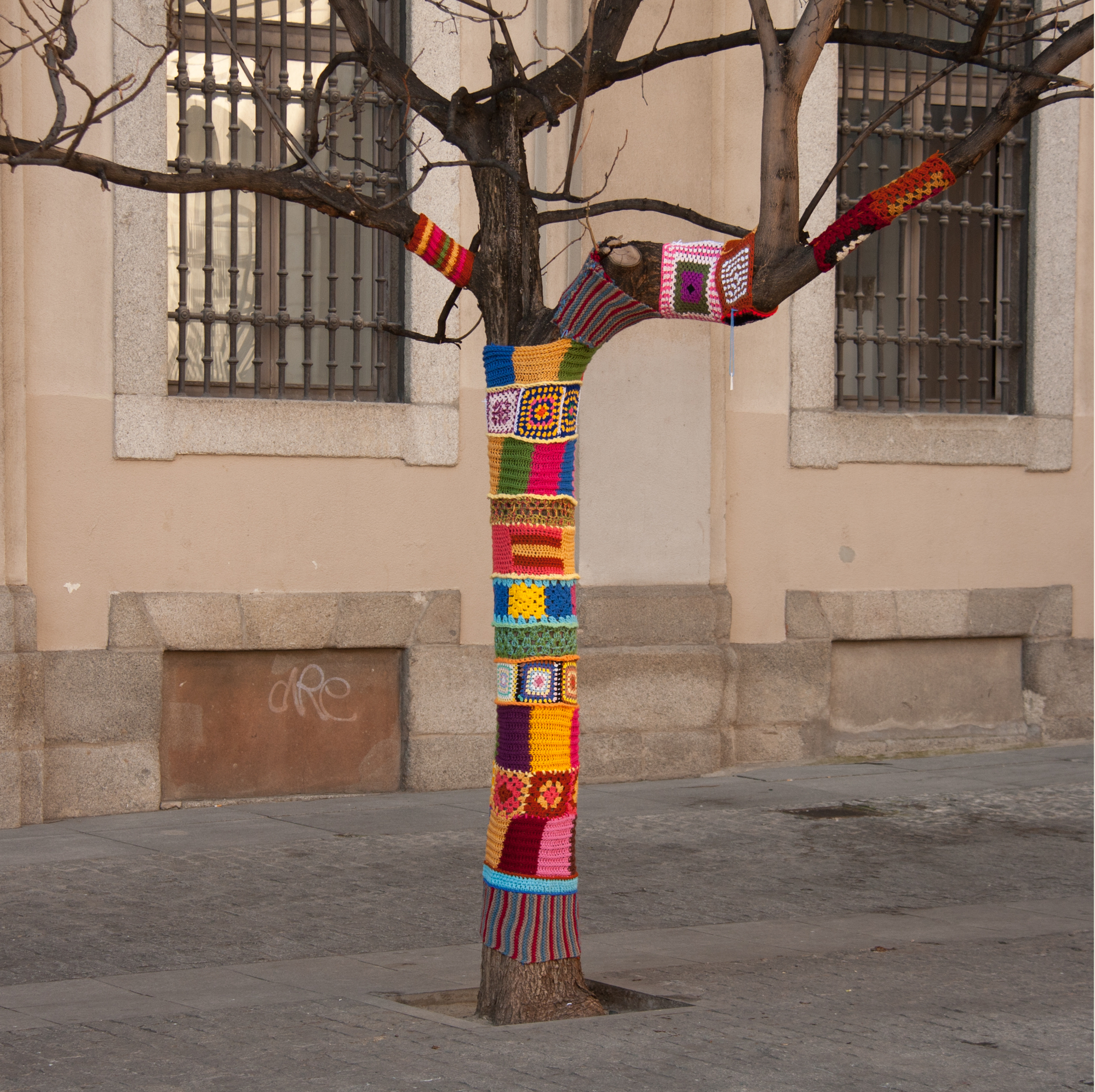
Un'essempio di yarn bombing a Madrid.

L'attivismo culturale è la denominazione di diverse pratiche e attività creative che sfidano le interpretazioni e le costruzioni dominanti del mondo, presentando immaginari socio-politici e spaziali alternativi in modi che mettono in discussione le relazioni tra l'arte, la politica, la partecipazione e gli spettatori. Implica l'uso e la creazione di prodotti culturali per promuovere il cambiamento sociale, e può includere l'arte, la letteratura, la musica, il cinema, tra gli altri.
Esempi notevoli sono il culture jamming, il subvertising, il muralling, l'urban knitting, l'urbanistica tattica, il teatro politico e molti altri approcci stravaganti e non violenti alla protesta e all'attivismo.